# Lorien (metal)
Lorien era un grup de power metal nascut el 1996 a Sant Hilari Sacalm. Va enregistrar dos àlbums i cinc maquetes. La majoria de les seves cançons són en anglès, tot i que al principi també en van fer en català. L'agost del 2006, quatre mesos després de la sortida de David Tordera, es dissolgueren. Molts d'ells van continuar tocant amb Nivaira.
El seu nom prové de Lórien, un dels Vàlar (i el seu jardí) d'El Silmaríl·lion de J. R. R. Tolkien. També és l'abreviació de Lothlórien, el bosc d'El senyor dels anells que Galàdriel i Cèleborn governaven. Moltes de les seves cançons parlen de fantasies en ambients semblants.

## Discografia
| • Somnis Immortals (1997)                                                               |
| --------------------------------------------------------------------------------------- |
| (Dindi Records) 1. Aurora Boreal 2. Llinatge proscrit 3. Tenies raó 4. Somnis immortals |

| • Secrets of the Elder (2002) |
| --- |
| (Goimusic) 1. Ballad of the Knight 2. Merlin the Wizard 3. Don't Be Afraid 4. The Silent Mermaid 5. The Voice of Saruman 6. The Island of the Dragon 7. Aurora Borealis 8. Eternal Life |

| • From the Forest to the Havens (2005) |
| --- |
| (Goimusic) 1. Return From the Abyss 2. Light of Valinor 3. Now I Ask Myself 4. Graceful Pixies 5. Light Is Only Light 6. You Let Me Down 7. Breath of Salvation 8. Fire of Life 9. I Can't Find Your Home 10. Outro |

## Recopilatoris
Ha contribuït als següents recopilatoris:
- A Cheap, Hard & Heavy Vol. 17 (Massacre Records) amb Balad of the Knight[7]
- A Metals #6 (Goimusic) amb Fire of Life[8]